# J.J.C. Smart
John Jamieson Carswell Smart, Jack Smart (ur. 16 września 1920, zm. 6 października 2012) – australijski filozof, Professor Emeritus Australian National University. Zajmował się metafizyką, filozofią nauki, filozofią umysłu, filozofią religii i filozofią polityczną.

## Dzieła
- Extreme and Restricted Utilitarianism[2], w: The Philosophical Quarterly, październik 1956, s. 344-354
- An Outline of a System of Utilitarian Ethics – 1961
- Philosophy and Scientific Realism – 1963
- Problems of Space and Time – 1964
- Between Science and Philosophy: An Introduction to the Philosophy of Science – 1968
- Utilitarianism: For and Against (współautorstwo z Bernardem Williamsem) – 1973
- Ethics, Persuasion and Truth – 1984
- Essays Metaphysical and Moral – 1987
- Atheism and Theism (Great Debates in Philosophy) (wraz z J.J. Haldane) – 1996